# Liste der Monuments historiques in Carentoir
Die Liste der Monuments historiques in Carentoir führt die Monuments historiques in der französischen Gemeinde Carentoir auf.

## Liste der Bauwerke
| Bezeichnung            | Beschreibung | Standort                       | Kennzeichnung | Schutzstatus | Datum | Bild |
| ---------------------- | ------------ | ------------------------------ | ------------- | ------------ | ----- | ---- |
| Schloss                |              | La Ville Quéno Quelneuc (Lage) | PA56000063    | Inscrit      | 2007  |      |
| Sépulture mégalithique |              | Sigré (Lage)                   | PA00091073    | Inscrit      | 1986  |      |

## Liste der Objekte
- Monuments historiques (Objekte) Carentoir in der Base Palissy des französischen Kultusministeriums
- Monuments historiques (Objekte) Quelneuc in der Base Palissy des französischen Kultusministeriums